# Fingal (Dakota del Nord)
Fingal è un centro abitato (city) degli Stati Uniti, situato nella Contea di Barnes nello Stato del Dakota del Nord. Nel censimento del 2000 la popolazione era di 133 abitanti. La città è stata fondata nel 1891.

## Geografia fisica
Secondo i rilevamenti dell'United States Census Bureau, la località di Fingal si estende su una superficie di 1,00 km², tutti occupati da terre.

## Popolazione
Secondo il censimento del 2000, a Fingal vivevano 133 persone, ed erano presenti 36 gruppi familiari. La densità di popolazione era di 128 ab./km². Nel territorio comunale si trovavano 62 unità edificate. Per quanto riguarda la composizione etnica degli abitanti, il 97,74% era bianco, lo 0,75% era nativo e l'1,50% apparteneva a due o più razze.
Per quanto riguarda la suddivisione della popolazione in fasce d'età, il 30,1% era al di sotto dei 18, il 5,3% fra i 18 e i 24, il 26,3% fra i 25 e i 44, il 15,8% fra i 45 e i 64, mentre infine il 22,6% era al di sopra dei 65 anni di età. L'età media della popolazione era di 34 anni. Per ogni 100 donne residenti vivevano 95,6 maschi.